# Associazione Calcio Cuneo 1905 2015-2016
Questa voce raccoglie le informazioni riguardanti l'Associazione Calcio Cuneo 1905 nelle competizioni ufficiali della stagione 2015-2016.

## Stagione
Nella stagione 2015-2016 il Cuneo disputa l'undicesimo campionato di terza serie della sua storia (il primo dal 2013), prendendo parte alla Lega Pro.

## Divise e sponsor
Il fornitore ufficiale di materiale tecnico per la stagione 2015-2016 è Legea mentre lo sponsor ufficiale è Santero 9-5-8.
| 1ª divisa | 2ª divisa | 3ª divisa |

## Organigramma societario
Area direttiva
- Presidente: Marco Rosso
- Vicepresidente: Piero Borello
- Consigliere e responsabile sicurezza e logistica: Paolo Peano
- Segretario generale: Federico Peano
- Responsabile Ufficio Stampa e Comunicazione: Marco Lombardo
- Amministrazione: Elisa Turco
- Marketing: Franca Ghiazza

Area tecnica
- Direttore sportivo: Oscar Becchio
- Team manager: Marco Lombardo
- Allenatore: Salvatore Jacolino, poi dal 22 marzo Fabio Fraschetti[2]
- Allenatore in seconda e preparatore dei portieri: Giovanni Tunno
- Preparatore atletico: Pasquale De Risi
- Magazziniere: Paolo Marino

Settore giovanile
- Responsabile: Renato Carrain

Area sanitaria
- Responsabile: Carlo Villosio
- Fisioterapista: Gerardo Santoro

## Rosa
| N. |                      | Ruolo | Calciatore         |
| -- | -------------------- | ----- | ------------------ |
|    | Italia (bandiera)    | P     | Federico Cammarota |
|    | Italia (bandiera)    | P     | Danilo Tunno       |
|    | Argentina (bandiera) | D     | Luciano Bonomo     |
|    | Italia (bandiera)    | D     | Enrico Campana     |
|    | Italia (bandiera)    | D     | Giorgio Conrotto   |
|    | Italia (bandiera)    | D     | Gabriele Franchino |
|    | Italia (bandiera)    | D     | Marco Gorzegno     |
|    | Italia (bandiera)    | D     | Davide Mantegari   |
|    | Italia (bandiera)    | D     | Michele Rinaldi    |
|    | Italia (bandiera)    | C     | Pietro Barale      |
|    | Italia (bandiera)    | C     | Paolo Beltrame     |
|    | Italia (bandiera)    | C     | Gabriele Cavalli   |
|    | Italia (bandiera)    | C     | Mattia Corradi     |

| N. |                      | Ruolo | Calciatore              |
| -- | -------------------- | ----- | ----------------------- |
|    | Italia (bandiera)    | C     | Giuseppe D'Iglio        |
|    | Argentina (bandiera) | C     | Hernán Pablo Garin      |
|    | Italia (bandiera)    | C     | Emanuele Gatto          |
|    | Italia (bandiera)    | C     | Pasquale Mattia Ottobre |
|    | Italia (bandiera)    | C     | Giuseppe Ruggiero       |
|    | Italia (bandiera)    | C     | Dennis Scapinello       |
|    | Senegal (bandiera)   | C     | Ousseynou Thiao         |
|    | Italia (bandiera)    | A     | Moreno Novara           |
|    | Argentina (bandiera) | A     | Pablo Ezequiel Banegas  |
|    | Argentina (bandiera) | A     | Nicolás Capellino       |
|    | Italia (bandiera)    | A     | Matteo Chinellato       |
|    | Italia (bandiera)    | A     | Andrea Corsini          |

## Calciomercato

### Sessione estiva
| Acquisti | Acquisti               | Acquisti       | Acquisti      |
| R.       | Nome                   | da             | Modalità      |
| -------- | ---------------------- | -------------- | ------------- |
| P        | Danilo Tunno           | Chieri         | definitivo    |
| D        | Luciano Bonomo         | Vallée d'Aoste | definitivo    |
| D        | Enrico Campana         | Alessandria    | fine prestito |
| D        | Gabriele Franchino     | Arezzo         | definitivo    |
| D        | Marco Gorzegno         | Carrarese      | definitivo    |
| D        | Michele Rinaldi        | Savoia         | definitivo    |
| C        | Pietro Barale          | Torino         | prestito      |
| C        | Paolo Beltrame         | Carrarese      | definitivo    |
| C        | Gabriele Cavalli       | Alessandria    | definitivo    |
| C        | Mattia Corradi         | AlbinoLeffe    | definitivo    |
| C        | Emanuele Gatto         | ChievoVerona   | prestito      |
| C        | Giuseppe Ruggiero      | Pro Vercelli   | prestito      |
| C        | Ousseynou Thiao        | Torino         | prestito      |
| A        | Pablo Ezequiel Banegas | Bra            | definitivo    |
| A        | Nicolás Capellino      | Maceratese     | definitivo    |
| A        | Matteo Chinellato      | Milan          | prestito      |
| A        | Andrea Corsini         | Sampdoria      | prestito      |

| Cessioni | Cessioni                    | Cessioni             | Cessioni   |
| R.       | Nome                        | a                    | Modalità   |
| -------- | --------------------------- | -------------------- | ---------- |
| D        | Alessandro Alasio           |                      | svincolato |
| D        | Luca Carretto               | Bra                  | definitivo |
| C        | Lorenzo Cecchi              | Poggibonsi           | definitivo |
| C        | Guido Sebastian Corteggiano | Bra                  | definitivo |
| C        | Manuele Sillano             | Pro Settimo & Eureka | definitivo |
| C        | Andrea Tavella              |                      | svincolato |
| A        | Carlos França               | Lecco                | definitivo |
| A        | Marco Montante              | Bellinzago           | definitivo |
| A        | Gianluca Soragna            | Monza                | definitivo |

### Sessione invernale
| Acquisti | Acquisti         | Acquisti     | Acquisti   |
| R.       | Nome             | da           | Modalità   |
| -------- | ---------------- | ------------ | ---------- |
| C        | Giuseppe D'Iglio | AlbinoLeffe  | definitivo |
| A        | Fabio Cristofoli | Pro Piacenza | definitivo |

| Cessioni | Cessioni               | Cessioni    | Cessioni   |
| R.       | Nome                   | a           | Modalità   |
| -------- | ---------------------- | ----------- | ---------- |
| D        | Alex Ferrero           | Monza       | prestito   |
| C        | Hernán Pablo Garin     |             | svincolato |
| A        | Pablo Ezequiel Banegas | AlbinoLeffe | definitivo |

## Risultati

### Campionato

#### Girone d'andata
| Arbitro: | Bertani (Pisa) |

|                         |           |              |
| Jallow 19’ Bizzotto 58’ | Marcatori | 83’ Ruggiero |

| Arbitro: | Tardino (Milano) |

|  |           |                 |
|  | Marcatori | 22’ Fischnaller |

| Arbitro: | Pasciuta (Agrigento) |

|            |           |  |
| Rossini 1’ | Marcatori |  |

| Arbitro: | Cipriani (Empoli) |

|                                 |           |                                       |
| Conrotto 21’ Cavalli 79’ (rig.) | Marcatori | 56’ (rig.), 90’ Cesarini 88’ Ferretti |

| Arbitro: | Sozza (Seregno) |

|                           |           |  |
| Falzerano 6’ Misuraca 43’ | Marcatori |  |

| Arbitro: | Pietropaolo (Modena) |

|                    |           |  |
| Cavalli 45’ (rig.) | Marcatori |  |

| Arbitro: | Mastrodonato (Molfetta) |

|  |           |                                          |
|  | Marcatori | 42’ Banegas 52’ Garin 59’ (rig.) Cavalli |

| Arbitro: | De Tullio (Bari) |

|                                 |           |             |
| Corradi 38’ Chinellato 67’, 83’ | Marcatori | 33’ Bassoli |

| Arbitro: | Lacagnina (Caltanissetta) |

|                          |           |                       |
| Gorzegno 40’ Rinaldi 55’ | Marcatori | 18’ Girardi 66’ Kanis |

| Arbitro: | Camplone (Pescara) |

|  |           |              |
|  | Marcatori | 34’ Ruggiero |

| Arbitro: | Nicoletti (Catanzaro) |

|  |           |                            |
|  | Marcatori | 45’ Rantier 90’ Cristofoli |

| Arbitro: | Volpi (Arezzo) |

|                  |           |                                         |
| Neto Pereira 55’ | Marcatori | 45’ Rinaldi 47’ Chinellato 88’ Ruggiero |

| Arbitro: | Zanonato (Vicenza) |

|                        |           |  |
| Cavalli 26’ Barale 74’ | Marcatori |  |

| Arbitro: | Spinelli (Terni) |

|  |           |             |
|  | Marcatori | 74’ Corradi |

| Arbitro: | Zingarelli (Siena) |

|  |           |               |
|  | Marcatori | 81’ Filippini |

| Arbitro: | Sassoli (Arezzo) |

|           |           |  |
| Napoli 5’ | Marcatori |  |

| Cuneo 10 gennaio 2016, ore 14:00 CET 17ª giornata | Cuneo            | 0 – 0 referto | Cremonese | Stadio Fratelli Paschiero\| Arbitro: \| Marchetti (Roma) \| |
| Arbitro:                                          | Marchetti (Roma) |               |           |                                                             |

#### Girone di ritorno
| Arbitro: | Mastrodonato (Molfetta) |

|  |           |                               |
|  | Marcatori | 43’ (rig.) Iori 77’ Schenetti |

| Arbitro: | Amoroso (Paola) |

|          |           |  |
| Sosa 78’ | Marcatori |  |

| Arbitro: | Pagliardini (Arezzo) |

|                     |           |                         |
| Chinellato 65’, 85’ | Marcatori | 43’ Perico 77’ Cogliati |

| Arbitro: | Andreini (Forlì) |

|                   |           |  |
| Ferretti 41’, 84’ | Marcatori |  |

| Arbitro: | Luciano (Lamezia Terme) |

|                     |           |                         |
| Chinellato 74’, 90’ | Marcatori | 25’ Candido 53’ Momentè |

| Arbitro: | Pietropaolo (Modena) |

|                    |           |  |
| Samb 7’ Marchi 68’ | Marcatori |  |

| Arbitro: | Paterna (Teramo) |

|                            |           |             |
| Chinellato 24’ (rig.), 67’ | Marcatori | 75’ Montini |

| Arbitro: | Bichisecchi (Livorno) |

|           |           |  |
| Tulli 90’ | Marcatori |  |

| Arbitro: | Catona (Reggio Calabria) |

|                  |           |  |
| Girardi 50’, 90’ | Marcatori |  |

| Arbitro: | Ranaldi (Tivoli) |

|                |           |                    |
| Chinellato 59’ | Marcatori | 6’ Mogos 13’ Spanò |

| Arbitro: | Di Ruberto (Nocera Inferiore) |

|          |           |              |
| Sall 80’ | Marcatori | 41’ Beltrame |

| Arbitro: | Maggioni (Lecco) |

|                |           |                  |
| Chinellato 58’ | Marcatori | 77’ Neto Pereira |

| Arbitro: | Guarino (Caltanissetta) |

|           |           |  |
| Sarao 34’ | Marcatori |  |

| Arbitro: | Paolini (Ascoli Piceno) |

|                |           |  |
| Chinellato 81’ | Marcatori |  |

| Arbitro: | Panarese (Lecce) |

|                             |           |             |
| Strizzolo 8’ Mandorlini 84’ | Marcatori | 10’ D'Iglio |

| Cuneo 30 aprile 2016, ore 14:30 CEST 33ª giornata | Cuneo             | 0 – 0 referto | Renate | Stadio Fratelli Paschiero\| Arbitro: \| Piccinini (Forlì) \| |
| Arbitro:                                          | Piccinini (Forlì) |               |        |                                                              |

| Arbitro: | Cipriani (Empoli) |

|                             |           |                    |
| Sansovini 60’ Brighenti 67’ | Marcatori | 83’ (rig.) Cavalli |

### Play-out
| Cuneo 21 maggio 2016, ore 15:00 CEST Andata | Cuneo                     | 0 – 0 referto | Mantova | Stadio Fratelli Paschiero (1 200 spett.)\| Arbitro: \| Livio Martinelli (Tivoli) \| |
| Arbitro:                                    | Livio Martinelli (Tivoli) |               |         |                                                                                     |

| Arbitro: | Francesco Guccini (Albano Laziale) |

|              |           |  |
| Masiello 81’ | Marcatori |  |

### Coppa Italia

#### Primo Turno
| Arbitro: | Miele (Torino) |

|                         |           |  |
| Biraghi 56’ Marotta 69’ | Marcatori |  |

| Arbitro: | Schirru (Nichelino) |

|                                    |           |  |
| Beltrame 35’ Scapinello 38’ (rig.) | Marcatori |  |

## Statistiche

### Statistiche di squadra
| Competizione          | Punti       | In casa | In casa | In casa | In casa | In casa | In casa | In trasferta | In trasferta | In trasferta | In trasferta | In trasferta | In trasferta | Totale | Totale | Totale | Totale | Totale | Totale | D.R. |   |
| Competizione          | Punti       | G       | V       | N       | P       | Gf      | Gs      | G            | V            | N            | P            | Gf           | Gs           | G      | V      | N      | P      | Gf     | Gs     | D.R. |   |
| --------------------- | ----------- | ------- | ------- | ------- | ------- | ------- | ------- | ------------ | ------------ | ------------ | ------------ | ------------ | ------------ | ------ | ------ | ------ | ------ | ------ | ------ | ---- | - |
| Campionato            | 34          | 17      | 5       | 6       | 6       | 19      | 20      | 17           | 4            | 1            | 12           | 12           | 21           | 34     | 9      | 7      | 18     | 31     | 41     | -10  |   |
| Coppa Italia Lega Pro | primo turno |         | 1       | 1       | 0       | 0       | 2       | 0            | 1            | 0            | 0            | 1            | 0            | 2      | 2      | 1      | 0      | 1      | 2      | 2    | 0 |
| Totale                | 34          | 18      | 6       | 6       | 6       | 21      | 20      | 18           | 4            | 1            | 13           | 12           | 23           | 36     | 10     | 7      | 19     | 33     | 43     | -10  |   |

### Statistiche dei giocatori
| Giocatore     | Lega Pro | Lega Pro | Lega Pro    | Lega Pro   | Coppa Italia Lega Pro | Coppa Italia Lega Pro | Coppa Italia Lega Pro | Coppa Italia Lega Pro | Totale   | Totale | Totale      | Totale     |
| Giocatore     | Presenze | Reti     | Ammonizioni | Espulsioni | Presenze              | Reti                  | Ammonizioni           | Espulsioni            | Presenze | Reti   | Ammonizioni | Espulsioni |
| ------------- | -------- | -------- | ----------- | ---------- | --------------------- | --------------------- | --------------------- | --------------------- | -------- | ------ | ----------- | ---------- |
| P.E. Banegas  | 15       | 1        | 1           | 0          | 2                     | 0                     | 0                     | 0                     | 17       | 1      | 1           | 0          |
| P. Barale     | 13       | 1        | 0           | 0          | 2                     | 0                     | 0                     | 0                     | 15       | 1      | 0           | 0          |
| P. Beltrame   | 25       | 1        | 3           | 0          | 2                     | 1                     | 0                     | 0                     | 27       | 2      | 3           | 0          |
| L. Bonomo     | 26       | 0        | 5           | 0          | 2                     | 0                     | 1                     | 0                     | 28       | 0      | 6           | 0          |
| F. Cammarota  | 1        | 0        | 0           | 0          | -                     | -                     | -                     | -                     | 1        | 0      | 0           | 0          |
| N. Capellino  | 1        | 0        | 0           | 0          | 1                     | 0                     | 0                     | 0                     | 2        | 0      | 0           | 0          |
| G. Cavalli    | 33       | 5        | 8           | 0          | 2                     | 0                     | 1                     | 0                     | 35       | 5      | 9           | 0          |
| M. Chinellato | 29       | 12       | 9           | 0          | -                     | -                     | -                     | -                     | 29       | 12     | 9           | 0          |
| G. Conrotto   | 30       | 1        | 11          | 2          | 2                     | 0                     | 1                     | 0                     | 32       | 1      | 12          | 2          |
| M. Corradi    | 32       | 2        | 5           | 0          | 2                     | 0                     | 0                     | 0                     | 34       | 2      | 5           | 0          |
| A. Corsini    | 11       | 0        | 0           | 0          | -                     | -                     | -                     | -                     | 11       | 0      | 0           | 0          |
| F. Cristofoli | 12       | 0        | 0           | 0          | -                     | -                     | -                     | -                     | 12       | 0      | 0           | 0          |
| G. D'Iglio    | 10       | 1        | 2           | 0          | -                     | -                     | -                     | -                     | 10       | 1      | 2           | 0          |
| G. Franchino  | 24       | 0        | 4           | 1          | 2                     | 0                     | 0                     | 0                     | 26       | 0      | 4           | 1          |
| H.P. Garin    | 7        | 1        | 1           | 0          | 2                     | 0                     | 1                     | 0                     | 9        | 1      | 2           | 0          |
| E. Gatto      | 30       | 0        | 13          | 1          | 2                     | 0                     | 0                     | 0                     | 32       | 0      | 13          | 1          |
| M. Gorzegno   | 22       | 1        | 7           | 1          | 1                     | 0                     | 0                     | 0                     | 23       | 1      | 7           | 1          |
| P.M. Ottobre  | 2        | 0        | 0           | 0          | -                     | -                     | -                     | -                     | 2        | 0      | 0           | 0          |
| G. Quitadamo  | 25       | 0        | 6           | 0          | 1                     | 0                     | 0                     | 0                     | 26       | 0      | 6           | 0          |
| M. Rinaldi    | 29       | 2        | 3           | 1          | -                     | -                     | -                     | -                     | 29       | 2      | 3           | 1          |
| G. Ruggiero   | 30       | 3        | 4           | 1          | -                     | -                     | -                     | -                     | 30       | 3      | 4           | 1          |
| D. Scapinello | 17       | 0        | 1           | 0          | 2                     | 1                     | 0                     | 0                     | 19       | 1      | 1           | 0          |
| O. Thiao      | 1        | 0        | 0           | 0          | 1                     | 0                     | 0                     | 0                     | 2        | 0      | 0           | 0          |
| D. Tunno      | 34       | -41      | 2           | 0          | 2                     | -2                    | 0                     | 0                     | 36       | -43    | 2           | 0          |